# Дитко Алексић
Димитрије Алексић „Дитко“ је био српски четнички војвода у Старој Србији за време борби за Македонију почетком 20. века.

## Биографија
Родио се у селу Осичу у кумановском крају у последњој четвртини 19. века. Када је отпочела четничка акција његово село је ушло у српску четничку организацију а сам Дитко у четничку акцију. Четује од 1905. у четама Ђорђа Ристића, Спасе Гарде и Крсте Трговишког. Војвода је постао тек 1911. године и у том својству учествује у Балканским ратовима и Првом светском рату. Погинуо је на Солунском фронту 4. августа 1916. године.